# 蒙特宫 (博洛尼亚)
蒙特宫（Palazzo Dal Monte，Palazzo Dal Monte Gaudenzi）是一座文艺复兴风格的宫殿，位于意大利艾米利亚-罗马涅大区博洛尼亚市中心的加列拉街（via Galliera）3号。2015年，该宫殿成为博洛尼亚大学法律史、哲学、法律社会学和法律信息学部门间研究中心（Centro Interdipartimentale di Ricerca in Storia del Diritto, Filosofia e Sociologia del Diritto e Informatica Giuridica，CIRSFID）的所在地 。

## 历史
这座宫殿由安德里亚·马尔切西·达·福米金于1529年设计，也许在巴尔达萨雷·佩鲁齐的帮助下。1782年至1787年，当时的主人斯特凡诺·莫纳里委托乔瓦尼·斯托尼对室内进行了翻新。楼梯有盖塔诺·甘多尔菲的壁画《被强奸的德伊阿妮拉》（1783-84年）；其他壁画是塞拉菲诺·巴罗齐的作品。 。
这座宫殿是奥古斯托·高登齐教授捐赠给大学的。